# The Takeover (Film)
The Takeover ist ein niederländischer Netflix-Original-Actionfilm, der am 1. November 2022 erschien.

## Handlung
Die 26 Jahre alte Mel Bandison ist eine talentierte IT-Sicherheitsexpertin in Rotterdam. Für das Verkehrsunternehmen Rotramax führt sie eine Sicherheitsüberprüfung der Software für die Steuerung des ersten selbstfahrenden Busses der Niederlande durch, die unter anderem auch die Bilder der Gesichter der Fahrgäste verarbeitet, um sicheres Bezahlen zu gewährleisten. Dabei entdeckt sie, dass diese biometrischen Informationen an externe Empfänger weitergeleitet werden. Um den Datenabfluss zu unterbinden, platziert Mel einen eigenen Trojaner. Unwissentlich macht sie sich damit zur Zielscheibe einer kriminellen Organisation.
Zwei mit Schusswaffen bewaffnete Männer, die ein Foto von ihr haben, brechen in ihre Wohnung ein und verfolgen sie, als sie flieht. Sie entkommt ihnen und begibt sich in eine Polizeistation. Dort erkennt sie diese Männer wieder, während sie sich freundschaftlich mit den Polizisten unterhalten. Mel flieht erneut.
Dabei wird sie von Thomas unterstützt, den sie am Vorabend bei einem misslungenen Blind Date kennengelernt hat. Zufällig sehen die beiden im Fernsehen ein Video, das  zeigt, wie Mel einen Mann erschießt; nun wird sie auch von der Polizei gesucht.
Ein Mann namens Rogers kontaktiert sie und bietet ihr für die Entschlüsselung des Trojaners an, ihr „Videoproblem“ für immer verschwinden zu lassen, und bedroht auch Thomas.
Um zu beweisen, dass das Video gefälscht ist und den Schuldigen zu finden, wendet sich Mel an den exzentrischen Hacker Buddy Benschot. Sie hatte ihn einst selbst angezeigt, nachdem er sie bei ihren gemeinsamen Aktionen zur Enttarnung von Hackern ausgenutzt hatte, indem er das dabei erbeutete Geld nicht an die Opfer zurückgegeben, sondern behalten hatte.
Trotz gegenseitiger Vorbehalte stellt er ihr seine Ressourcen zur Verfügung. Sie stoßen schließlich auf das Unternehmen Xiauming Incorporated, das auf Gesichtserkennungssoftware spezialisiert ist und mit Rotramax zusammenarbeitet, aber auch mit der chinesischen Regierung verbunden ist und gezielt personenbezogene Daten stiehlt.
Mel kommt auf die Idee, dass das kompromittierende Video auf Daten basiert, die bei ihrem Einstieg in den autonomen Bus erhoben wurden. Mittels dieser Daten könnte sie beweisen, dass es sich bei dem Video um ein Deepfake handelt.
Es gelingt Rogers und seinen Männern, den abgelegenen Unterschlupf der drei zu finden, dort einzudringen und Buddy zu erschießen. Mel und Thomas können fliehen.
Mel gelingt es, in den Serverraum von Rotramax zu gelangen. Plötzlich taucht Rogers auf, bedroht sie mit einer Waffe und verlangt, dass sie ihre Verschlüsselung der Daten rückgängig macht. Doch sie kann das Licht ausschalten und fliehen. Als die Polizei eintrifft, schießt Rogers in die Server, die Feuer fangen und als Resultat die Verbindung zu dem selbstfahrenden Bus, der gerade mit 15 Personen auf seiner Jungfernfahrt unterwegs ist, verloren geht. Der Bus lässt sich nun nicht mehr kontrollieren, auch nicht von innen. Rogers befiehlt seinen Männern, die Beweise zu vernichten und den Bus zu zerstören.
Mel kann die Polizei überzeugen, dass sie es schaffen kann, den Bus zu stoppen. Dazu braucht sie aber Hilfe. Thomas gelingt es, in den fahrenden Bus zu gelangen und einen Transceiver an den lokalen Access Point des Busses anzuschließen. Darüber kann Mel den Bus stoppen und verhindern, dass er unter eine Klappbrücke stürzt, die von den Kriminellen geöffnet wurde.
Zudem kann sie der Polizei ihre gescannten Daten zeigen, und diese erkennt schließlich die Deepfake-Manipulation des belastenden Videos an und akzeptiert, dass Mel unschuldig an dem Mord ist.
In einer hinterlassenen Videobotschaft offenbart Buddy, dass er mit einem Teil des unterschlagenen Geldes ein digitales Netzwerk aufgebaut hat, das nun in Mels Hände übergeht. Sie habe damit die Möglichkeit, wirklich etwas zu verändern.

## Produktion
The Takeover ist der erste Netflix-Original-Actionfilm, der in den Niederlanden spielt, u. a. in Rotterdam. Drehort war dort auch die Erasmusbrücke, deren Verkehr für Nachtaufnahmen gesperrt wurde.
Die Dreharbeiten zu The Takeover dauerten zwei Monate.
Holly Mae Brood, die Darstellerin von Mel, gibt an, nicht computeraffin zu sein und immer noch nur mit zwei Fingern zu tippen.

## Rezeption
Cineclub lobte die kluge Geschichte und Holly Mae Broods schauspielerische Leistung, kritisierte aber die blasse Farbgebung und das spürbar begrenzte Budget in der finalen Actionsequenz.
Oliver Armknecht (film-rezensionen.de) befand, dass ein funktionierendes Szenario allein nicht ausreiche, um einen guten Film zu machen.
Alex Wiggan (It’s A Stampede!) monierte, der Film folge einem Thriller-Schema F, das bereits oft und besser umgesetzt worden sei.
Filmdienst bemängelte fade Dialoge, unglaubwürdige Elemente und einfallslose visuelle Effekte.
Trotz der überwiegend negativen Rezensionen ist der Film ein internationaler Hit auf Netflix. Im Zeitraum vom 1. bis zum 6. November 2022 wurde er insgesamt 25.880.000 Stunden lang gestreamt, was etwa 17,8 Millionen Filmdurchläufen entspricht.